# Limnonectes grunniens
Limnonectes grunniens là một loài ếch trong họ Ranidae.
Nó được tìm thấy ở Indonesia và Papua New Guinea.
Các môi trường sống tự nhiên của chúng là các khu rừng ẩm ướt đất thấp nhiệt đới hoặc cận nhiệt đới, sông, đầm nước, hồ nước ngọt, đầm nước ngọt có nước theo mùa, vườn nông thôn, và các khu rừng trước đây bị suy thoái nặng nề.